# Försvarsmaktens medalj för sårade i strid
Försvarsmaktens medalj för sårade i strid är en belöningsmedalj instiftad av Försvarsmakten som tilldelas Försvarsmaktens personal som skadats direkt eller indirekt till följd av stridshandlingar vid internationell insats. Medaljen instiftades av Försvarsmakten den 25 mars 2011 efter ett regeringsbeslutet 20 FÖ2010/1074/MFI om veteranpolitiken och togs fram av Försvarsmakten i samverkan med Kungl. Maj:ts orden och Statens försvarshistoriska museer med dess Försvarets traditionsnämnd.
Medaljen finns i guld och silver och bärs i ett band där det röda symboliserar blod och det svarta sorg. Silvermedaljen delas ut till personal inom Försvarsmakten som skadats i strid. Guldmedaljen kan postumt delas ut till den som stupat i strid. På medaljerna finns en lagerkrans och texten "Med livet som insats" och "För Sverige" samt namn på mottagaren.
Försvarsmakten har beslutat att medaljen till Försvarsmaktens uniformer ska bäras i kategorin Svenska krigsdekorationer m.m.

## Mottagare av Försvarsmaktens medalj för sårade i strid

### I Silver

#### Veterandagen 29 maj 2011
- Robin Hedlund med anledning av att ha blivit sårad under tjänstgöring i FS 17 [2]
- David Ström med anledning av att ha blivit sårad under tjänstgöring i FS 17 [2]
- Mikael Thorén med anledning av att ha blivit sårad under tjänstgöring i FS 17 [2]

#### Veterandagen 29 maj 2012
- Furir Göte Enquist med anledning av striden i Gaza den 4 januari 1957 [4]
- Överfurir Torsten Stålnacke med anledning av striden i Kongo den 14 september 1961 [4]
- Fanjunkare Björn Bäck med anledning av striden i Kongo den 21 september 1961 [4]
- Furir Per Martinsson med anledning av striden i Kongo den 5 oktober 1961 [4]
- Korpral Roland Knutsson med anledning av striden i Kongo den 17 december 1961 [4]
- Ulf Isaksson med anledning av striden i Kongo den 18 december 1961 [4]
- Major Stig von Bayer med anledning av striden i Kongo den 10 december 1961 [4]
- Sergeant Matz Lindberg med anledning av striden i Libanon den 29 mars 1978 [4]
- Furir Magnus Rockler med anledning av striden i Libanon den 23 december 1986 [4]
- Menige Björn Eggeblad med anledning av striden i Libanon den 13 september 1991 [4]
- Menige Tommy Andersson med anledning av striden i Libanon den 13 september 1991 [4]
- 1. Sergeant Christoffer Lundström med anledning av striden i Libanon den 27 januari 1994 [4]
- Menige Stefan Sundelin med anledning av striden i Afghanistan den 17 september 2010 [4]
- Menige Lennie Johansson med anledning av striden i Afghanistan den 18 oktober 2010 [4]
- Patrick Svensson med anledning av striden i Afghanistan den 18 oktober 2010 [4]
- Furir Kongo Magnéli med anledning av striden i Afghanistan den 20 oktober 2010 [4]
- Major Bengt Flodin med anledning av striden i Afghanistan den 19 november 2010 [4]
- Milad Samadi med anledning av striden i Afghanistan den 13 juni 2011 [4]

#### Sveriges Nationaldag 6 juni 2012
- Major Christer Carmnes, Luleå, med anledning av striden i Libanon den 26 juni 1986 [5]
- Menige Lennart Hultkrantz, Falköping, med anledning av strider i Libanon[5]
- Magnus Heed, Stockholm, med anledning av striden i Bosnien den 3 november 1993[5]
- Furir Peter Enström, Visby, med anledning av striden i Bosnien den 3 november 1993[5]
- Menige Bo Nilsson, Havdhem, med anledning av strider i Bosnien 1993/1994[5]
- Benny Anderbro, Stockholm, med anledning av strider i Bosnien 1993/1994[5]
- Carl Ronander, Täby, med anledning av striden i Bosnien den 26 januari 1994[5]
- Peter Nilsson, Malmö, med anledning av striden i Bosnien den 22 februari 1994[5]
- Thomas Ståhlhammar, Veberöd, med anledning av striden i Bosnien den 22 februari 1994[5]
- Björn Persson, Bjärnum, med anledning av striden i Bosnien den 22 februari 1994[5]
- Göran Byström, Borlänge, med anledning av striden i Bosnien den 22 februari 1994[5]
- Menige Stig-Inge Blennow, Lomma, med anledning av striden i Bosnien den 22 februari 1994[5]
- Fänrik Kristoffer Melinder, Saltsjö-Duvnäs , med anledning av striden i Bosnien den 28 april 1994[5]
- Menige Mathias Hackzell, Stockholm, med anledning av striden i Bosnien den 14 januari 1996[5]
- Sergeant Karl-Magnus Karlsson, Växjö, med anledning av striden i Bosnien den 14 januari 1996[5]
- Menige John Lantz, Visby, med anledning av striden i Bosnien den 14 januari 1996[5]
- Furir Martin Steen Enders, Vallentuna, med anledning av striden i Bosnien den 14 januari 1996[5]
- Menige Anders Gahnström, Boden, med anledning av striden i Bosnien den 14 januari 1996[5]
- Furir Björn Wadelius, Tierp, med anledning av strider i Bosnien 1995[5]
- Christopher Hagwall, Åsa, med anledning av strider i Bosnien 1995[5]
- Lars Lindén, Norrköping, med anledning av strider i f d Jugoslavien 1995[5]
- Sergeant Anders Halldén, Eskilstuna, med anledning av strider i Bosnien 1996[5]
- Menige Peter Kero, Tärendö, med anledning av striden i Afghanistan den 11 november 2009[5]
- Ahmad Saadoun, Uppsala, med anledning av striden i Afghanistan den 6 juli 2011[5]
- Emil Sehlberg, Luleå, med anledning av striden i Afghanistan den 13 augusti 2011[5]

#### Veterandagen 29 maj 2013
- Bo Lennart Andersson, Kista med anledning av striden i Kongo den 17 december 1960.[6]
- Sonny Ek, Älvsjö med anledning av striden i Kongo den 13 september 1961.[6]
- Hans Mååg, Falun med anledning av striden i Kongo den 9 december 1961.[6]
- Arne Ehn, Blomstermåla med anledning av striden i Kongo den 10 december 1961.[6]
- Erik Härtel, Jönköping med anledning av striden i Kongo den 16 december 1961.[6]
- Leif Ove Larsson, Slöinge med anledning av striden i Kongo den 16 december 1961.[6]
- Bengt Jansson, Sollentuna med anledning av striden i Libanon under 1981.[6]
- Dennis Gouranius, Norrköping med anledning av striden i Libanon den 9 januari 2005.[6]
- Peter Hallgren, Skärplinge med anledning av striden i Bosnien under 1994.[6]
- Michael Calmhede, Stockholm med anledning av striden i Bosnien i maj 1995.[6]
- Niklas Tornesjö, Norrköping med anledning av striden i Afghanistan den 16 juni 2007.[6]
- Martin Toftevall, Eslöv med anledning av striden i Afghanistan den 3 augusti 2008.[6]
- Heikki Harinen, Kyrkslätt, Finland med anledning av striden i Afghanistan den 19 november 2010.[6]
- Efosa Erharuyi, Esbo, Finland med anledning av striden i Afghanistan den 19 november 2010.[6]
- Roger Ivholm, Vassmolösa med anledning av striden i Afghanistan den 23 mars 2012.[6]
- Emil Gustafsson, Kalmar med anledning av striden i Afghanistan den 23 mars 2012.[6]

#### 20 juni 2013
- Lennart Lundgren, Södertälje, med anledning av striden i Kongo 10 januari 1961.[7]

#### Veterandagen 29 maj 2014
- Ove Eriksson, sårad i Kongo 16 december 1961[8]
- Joakim Bohm, sårad i Bosnien 1993[8]

#### Veterandagen 29 maj 2015
- Sven Monander, Karlstad, för sina skador under strid i Kongo 1961.[9]
- Eiron Johansson, Jönköping, för sina skador under strid i Suez 1973.[9]
- Gunnar Hällgren, Lidingö, för sina skador under strid i Bosnien 1994.[9]
- Ulf Kassfeldt, Sundborn, för sina skador under strid i Bosnien 1996.[9]
- Morgan Andersson Göteborg, för sina skador under strid i Afghanistan 2011.[9]

#### Veterandagen 29 maj 2016
- Olof Wärnick, Gunnarn, för sina skador under strid i Gaza 1967.[10]
- Lenn Moberg, Torslanda, för sina skador under strid i Makedonien 1993.[10]
- Per Sjöberg, Kulltorp, för sina skador under strid i Kosovo 2004.[10]
- Andreas Stenberg, Kristianstad, för sina skador under strid i Afghanistan 2011.[10]

#### Veterandagen 29 maj 2017
- Alexander Sjödin, Vilhelmina, med anledning av striden i Afghanistan 2010.[11]
- Inge Haraldsson, Dals Långed, med anledning av striden på Cypern 1967.[11]

#### FN-dagen 24 oktober 2017
- Sven Thufvesson, Helsingborg, med anledning av striden i Kongo 1962[12]

#### Veterandagen 29 maj 2018
- Vicekorpral Jonas Schmidt, Malmö, med anledning av striden i Mali 2017[13]

#### 28 maj 2020
- Major Anders Westberg med anledning av striderna i Kuwait 1992.[14]

#### Veterandagen 29 maj 2021
- Menig Kjell Jonsson, Alicante, med anledning av striden i Gaza 1957.[15]
- Menig Kenneth Nyberg, Vänersborg, med anledning av striden i Kongo 1961.[15]

#### 28 maj 2022
- Skyddad identitet, Okänt. [16]

#### Veterandagen 29 maj 2022
- Sergeant Mikael Persson, Lund, med anledning av striderna i Bosnien 1993.[16]